# Académie des inscriptions et belles-lettres
Académie des inscriptions et belles-lettres är den näst äldsta av de fem akademier som ingår i Institut de France. Akademin grundades 1663 och befattar sig, enligt privilegiebrevet, huvudsakligen med "studiet av monument, dokument, språk och kultur hos antikens och medeltidens (även icke-europeiska) civilisationer".
Akademins mest bekanta ögonblick är Jean-François Champollions presentation "Les hiéroglyphes phonétiques et sur leur emploi dans les inscriptions des monuments égyptiens pour y transcrire les noms, surnoms et titres des princes grecs et romains" av sitt genombrott vid tolkningen av de egyptiska hieroglyferna den 27 september 1822.

## Historia
"La petite Académie" ("den lilla akademin"), som den inledningsvis kallades, grundades den 3 februari 1663 av Jean-Baptiste Colbert som en kommitté med fyra ledamöter (Jean Chapelain, Jacques Cassagne, Amable de Bourzeis, och François Charpentier) och Charles Perrault som sekretereare, vars uppgift främst var att formulera inskriptioner på minnesmärken och medaljer till "monarkens ära". Den 16 juli 1701 upphöjdes Académie royale des Inscriptions et Médailles till en statlig institution. Namnet ändrades sedan, efter kungens död 1715, till Académie royale des Inscriptions et Belles-Lettres den 4 januari 1716.
"Skräckväldet" efter den franska revolutionen upplöste alla statliga akademier och litterära sällskap 1793. Efter dettas fall inrättade Direktoriet, i akademiernas ställe, den 25 oktober 1795 Institut de France. Den 23 januari 1803 gjordes en omorganisation av Institut de France så att de akademier som upplösts kom att utgöra dess fyra avdelningar. Efter kejsardömets fall återupprättade Ludvig XVIII den 21 mars 1816 de tidigare akademierna, vilka återfick sina namn, men behöll Institut de France som deras "paraplyorganisation".

## Ledamöter
Från att ursprungligen ha bestått av fyra ledamöter i en "kommitté" består akademin numera av 195 ledamöter invalda på livstid enligt:
55 ordinarie franska ledamöter ("Académiciens")
40 associerade utländska ledamöter ("Associés étrangers")
50 korresponderande franska ledamöter ("Correspondants français")
50 korresponderande utländska ledamöter ("Correspondants étrangers")

## Ständiga sekreterare[14]
Akademin leds av en ständig sekreterare (Secrétaire perpétuel):
- Charles Perrault (1663-1682)
- Jean Gallois (1682-1683)
- Henri de Bessé de la Chapelle (1683-1691)
- Paul Tallemant le Jeune (1691-1706)
- Claude Gros de Boze (1706–1742)
- Étienne Lauréault de Foncemagne (1743–1772)
- Louis Dupuy (1772–1782)
- Bon-Joseph Dacier (1782–1793; 1803–1833)
- Antoine-Isaac Silvestre de Sacy (1833–1838)
- Pierre Daunou (1838–1840)
- Charles Athanase Walckenaer (1840–1852)
- Eugène Burnouf (1852)
- Joseph Naudet (1852–1860)
- Joseph Guigniaut (1860–1873)
- Henri Wallon (1873–1904)
- Georges Perrot (1904–1914)
- Gaston Maspero (1914–1916)
- René Cagnat (1916–1937)
- René Dussaud (1937–1948)
- Alfred Merlin (1948–1964)
- Georges Tessier (1964–1968)
- André Dupont-Sommer (1968–1983)
- Jean Leclant (1983–2011)
- Michel Zink (2011-)

## Publikationer
Académie des inscriptions et belles-lettres ger ut nedanstående periodiska tidskrifter:
- Comptes rendus des séances de l’Académie des Inscriptions et Belles-Lettres (CRAI)
- Journal des savants (online på Persée)
- Monuments et mémoires de la Fondation Eugène Piot